# Ceraclea ancylus
Ceraclea ancylus är en nattsländeart som först beskrevs av Vorhies 1909.  Ceraclea ancylus ingår i släktet Ceraclea och familjen långhornssländor. Inga underarter finns listade i Catalogue of Life.